# 여걸 청나비
"여걸 청나비"는 한국에서 제작된 최우형 감독의 1983년 영화이다. 유미 등이 주연으로 출연하였고 박종찬 등이 제작에 참여하였다.

## 출연

### 주연
- 유미
- 김기홍
- 진누리
- 서태희

### 조연
- 장철

## 기타
- 조명: 강광호
- 녹음: 김성찬
- 미술: 조경환